# Иркабаев, Габдулхай
Габдулхай Иркабаев (Абдельхай Иркабаев; баш. Ғәбделхәй Иркәбаев, 1893, д. Курманово, Оренбургская губерния — 1919, с.Зилаир, АБСР) — башкирский поэт, один из организаторов башкирского национального движения, публицист. Член Башкирского правительства — Башкирского центрального шуро.

## Биография
Окончил медресе «Расулия».
С мая 1917 года становится членом Башкирского областного бюро, а с июля — член Башкирского центрального шуро.
Участвовал в подготовке и работе всебашкирских курултаев (съездов).
17 декабря 1917 года, совместно с другими делегатами III Всебашкирского учредительного курултая — Х. А. Габитовым и другими, основал организацию «Тулкын» («Волна»), первоначальное название которой было «Йәш Башҡортостан йәштәре берлеге» («Союз молодёжи Башкурдистана»).
30 января 1918 года проходил первый Аргаяшский кантонный съезд депутатов, на котором избирается кантисполком в составе 11 человек, в том числе Гадулхая Иркабаева, Хафиза Кушаева, Нуриагзама Тагирова, Гарифа Мухамедьярова, Гали Салимьянова и других.
В июле 1918 года совместно с Т. Г. Имаковым участвовал в организации Бурзян-Тангауровского добровольческого отряда, после назначен заместителем командира отряда.
В феврале 1919 года участвовал на I Всебашкирском военном съезде. Далее работал в отделе печати Башревкома.
В газетах «Башкорт иттифаки бюрохы», «Башҡорт» и других Г. Иркабаев опубликовал статьи, эссе и стихотворения, посвященные национальной борьбе башкирского народа за самоопределение.
28 марта 1919 года при переходе Башкирского войска на сторону РККА Габдулхай Иркабаев вместе с Ш. Бабичем были убиты красноармейцами 1-го Смоленского стрелкового полка в селе Зилаир Зилаирского района БАССР. По данным башкирского писателя Газима Шафикова, Бабича и Иркабаева «раскрошили на куски клинками, едва выведя на каменное крыльцо их последнего пристанища», а «куски их тел затем вилами сложили на рогожу и выбросили в близлежащий ров вместе с телами многих сотен убиенных тогда башкир». «Позднее они были схоронены в так называемой «братской могиле», что находится на краю Зилаира, возле дороги. Сейчас на этом месте стоит бюст Бабича», отметил Шафиков.